# AOR
AOR（エーオーアール）とは、アルバム・オリエンテッド・ロック（Album-Oriented Rock）、もしくはアダルト・オリエンテッド・ロック（Adult-Oriented Rock）の略語で、ポピュラー音楽のジャンルの一つ。

## 概要
- アルバム・オリエンテッド・ロック（Album-Oriented Rock）
アメリカで「シングルチャートを意識したものではなく、アルバム全体としての完成度を重視したスタイル」の意味で使用された[1][2][3]。アルバム・ロック（Album rock）とも称される[4][5]。
- アダルト・オリエンテッド・ロック（Adult-Oriented Rock）
「大人向けのロック」「アダルト志向のロック」を意味する和製英語[6]。英語圏では、ソフトロックとも称される場合もある[7]。

AORのジャンルの音楽家としては、ボズ・スキャッグス、ボビー・コールドウェル、ルパート・ホルムズ、スティーリー・ダン、クリストファー・クロス、1974年以降のシカゴなどがあげられる。音楽性が近い音楽用語としては、クワイエット・ストーム（Quiet Storm）、ソフト&メロウ（Soft & Mellow）、アダルト・コンテンポラリー（Adult Contemporary/AC）、アーバン（Urban）、ヨット・ロック（Yacht Rock）、欧米ではソフト・ロック（Soft Rock）という呼ばれ方をする事が多いが、日本ではサンシャイン・ポップ（Sunshine Pop）を指す言葉になるので、注意が必要である。

## 代表曲の例
- スティーリー・ダン
  - 「彩（エイジャ）」（1977年）
- ボズ・スキャッグス
  - 「ウィ・アー・オール・アローン」（1976年）
  - 「ジョジョ（英語版）」（1980年）
- ボビー・コールドウェル
  - 「風のシルエット（英語版）」（1979年）
- ルパート・ホルムズ
  - 「エスケイプ」（1979年）
  - 「ヒム（英語版）」（1980年）
- TOTO
  - 「ジョージー・ポージー（英語版）」（1978年）
  - 「99（英語版）」（1979年）
- シカゴ
  - 「遥かなる愛の夜明け（英語版）」（1974年）
  - 「渚に消えた恋（英語版）」（1974年）
  - 「愛ある別れ」（1976年）
  - 「雨の日のニューヨーク」（1976年）
  - 「朝もやの二人（英語版）」（1977年）
  - 「素直になれなくて」（1982年）

## 世界の主なミュージシャン
- アル・スチュワート[10]
- アル・ジャロウ[注釈 2]
- アレッシー[注釈 3]
- アンドリュー・ゴールド[注釈 4]
- イアン・マシューズ[注釈 5]
- エイドリアン・ガーヴィッツ[注釈 6]
- カーラ・ボノフ[注釈 7]
- キャロル・ベイヤー・セイガー
- クリストファー・クロス
- クリス・レア
- ケニー・ロギンス
- ジェイ・グレイドン
- ジノ・バネリ
- ジミー・メッシーナ
- ジェームス・テイラー
- ジャニス・イアン
- ジョージ・ベンソン
- ジョン・オバニオン
- スティーブン・ビショップ
- スティーヴィー・ウッズ[注釈 8]
- ディー・ディー・ブリッジウォーター
- ディック・セント・ニクラウス[注釈 9]
- デビッド・フォスター
- ドナルド・フェイゲン
- トニー・シュート
- ニック・デカロ
- ネッド・ドヒニー
- バリー・マニロウ
- ピーター・アレン
- ピーター・セテラ
- ビル・チャンプリン
- ビル・ラバウンティ
- ボズ・スキャッグス
- ボビー・コールドウェル
- ポール・デイヴィス[注釈 10]
- マイケル・ジョンソン[注釈 11]
- マイケル・マクドナルド
- マイケル・フランクス[6]
- ミニー・リパートン
- メリサ・マンチェスター
- ライオネル・リッチー
- ラリー・ジョン・マクナリー
- ランディ・ヴァンウォーマー
- ランディ・グッドラム
- ランディ・クロフォード
- リー・リトナー
- ルパート・ホルムズ
- アヴェレイジ・ホワイト・バンド[注釈 12]（ファンクも有り）
- ヴェイパー・トレイルズ[注釈 13]
- エアプレイ
- カラパナ
- シーウィンド
- シカゴ
- スティーリー・ダン（ブルー・アイド・ソウルも）
- スニーカー[注釈 14]
- セシリオ&カポノ
- ドゥービー・ブラザーズ
- トト
- フォープレイ

## 日本の主なミュージシャン
- 小田和正[11]
- 角松敏生[12][13]
- ゴダイゴ[14]
- サーカス[15]
- SING LIKE TALKING[16]
- NONA REEVES[17]
- 山下達郎[18]
- 寺尾聡[19]
- 鈴木雅之[20]
- オメガトライブ[21]
- 伊豆田洋之[22]
- DEEN[23]